# Хакусан (станция, Токио)
Станция Хакусан (яп. 白山駅 хакусан эки) — железнодорожная станция на линии Мита расположенная в специальном районе Бункё, Токио. Станция обозначена номером I-13. На станции установлены автоматические платформенные ворота.

## Планировка станции
Две платформы бокового типа и 2 пути.
| 1 | ○ Линия Мита | Отэмати, Мэгуро, Хиёси     |
| 2 | ○ Линия Мита | Сугамо, Ниси-Такасимадайра |

## Близлежащие станции
| «      |  | Линия      |  | »       |
| ------ |  | ---------- |  | ------- |
| Касуга |  | Линия Мита |  | Сэнгоку |